# Professor Moriarty
Professor James Moriarty er en fiktiv karakter, der er ærkefjende til Sherlock Holmes i nogle af Arthur Conan Doyles bøger. Sherlock Holmes beskriver Moriarty som "Forbrydelsernes Napoleon", et tilnavn, Doyle kan have lånt fra virklighedens Adam Worth. Han bliver af nogle anset for at være den første superskurk.
1. ↑  Navnet er anført på engelsk og stammer fra Wikidata hvor navnet endnu ikke findes på dansk.